# ヒューストン独立学区

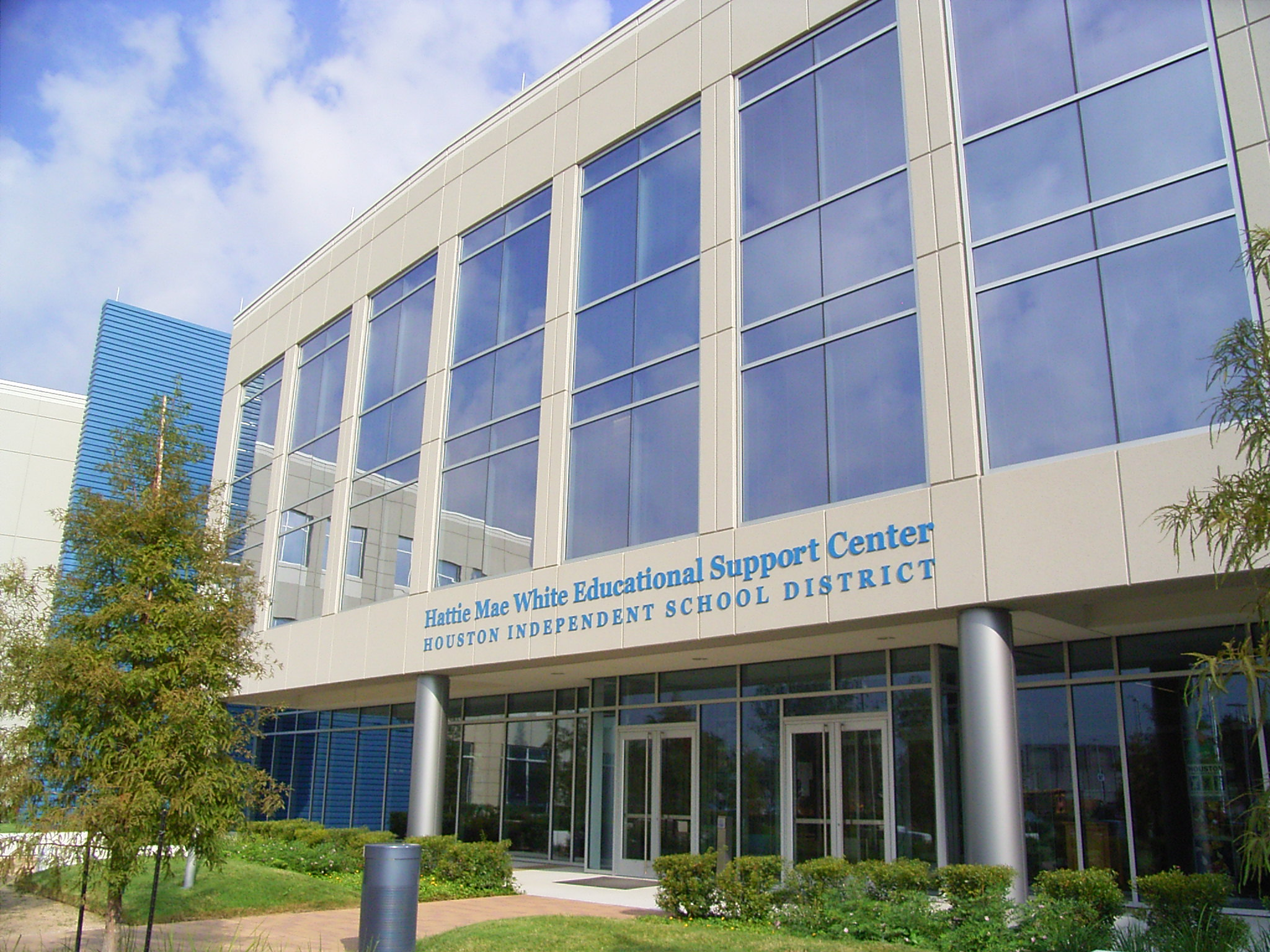
Hattie Mae White Educational Support Center (HMWESC) - HISD本社

ヒューストン独立学区 英称 Houston Independent School District)(略称HISD) はテキサス州の中でも政府立の公的学校システムの最大な学区で、合衆国の中でも7番目に大きい。ヒューストン学区は殆どのヒューストン市内といくつかの近隣都市、ほかのいくつかの地域にサービスする。ヒューストン独立学区はヒューストン市や郡の機関からは、まったく独立している学区である。この学区は Hattie Mae White Educational Support Center (HMWESC)にその本部がある。2009年にテキサス教育庁によりその責任評価システムにおいて「学術的に受理できる」と評価された。

## 歴史

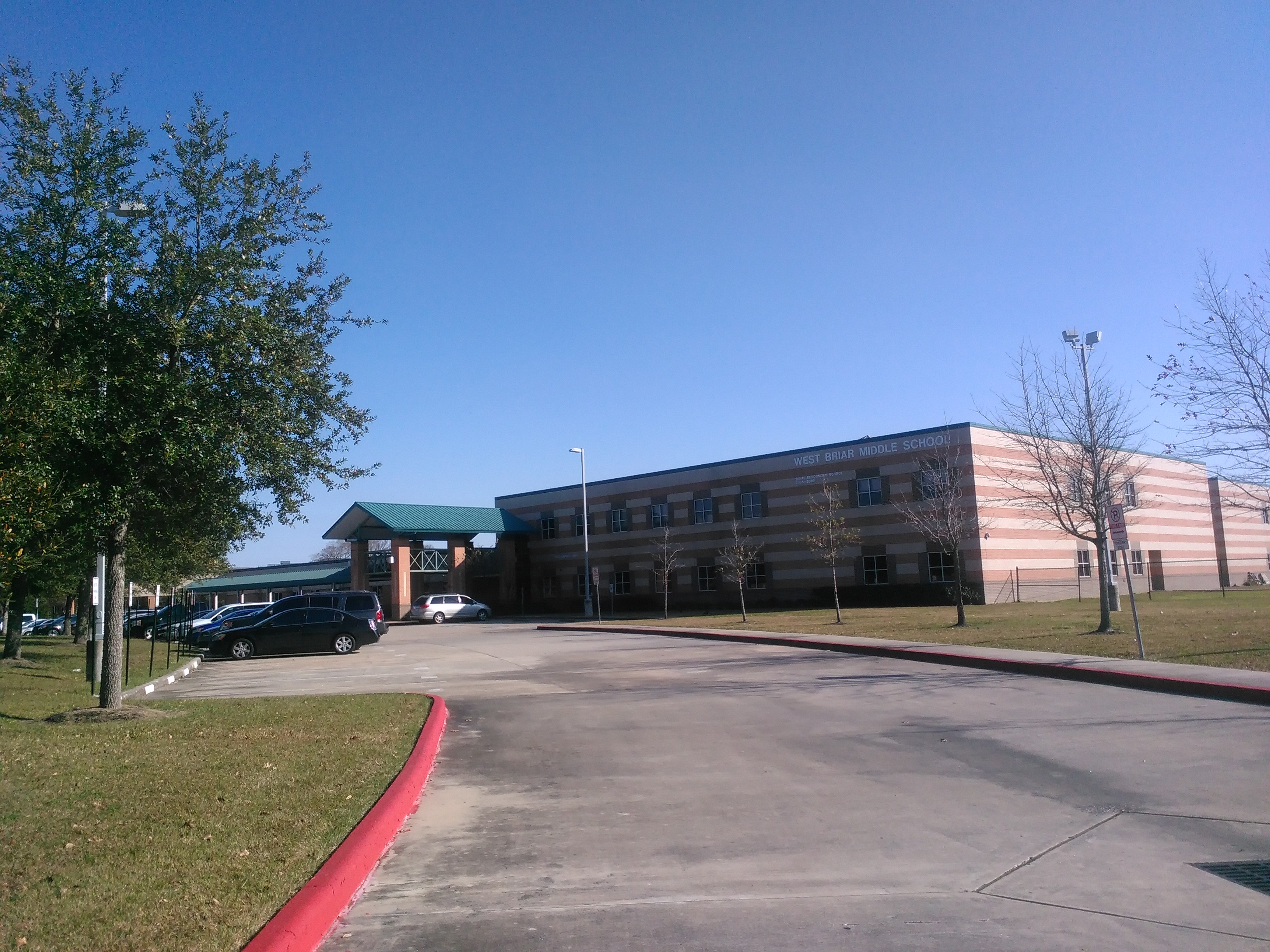
ウェスト・ブライヤー中学校 (West Briar Middle School)

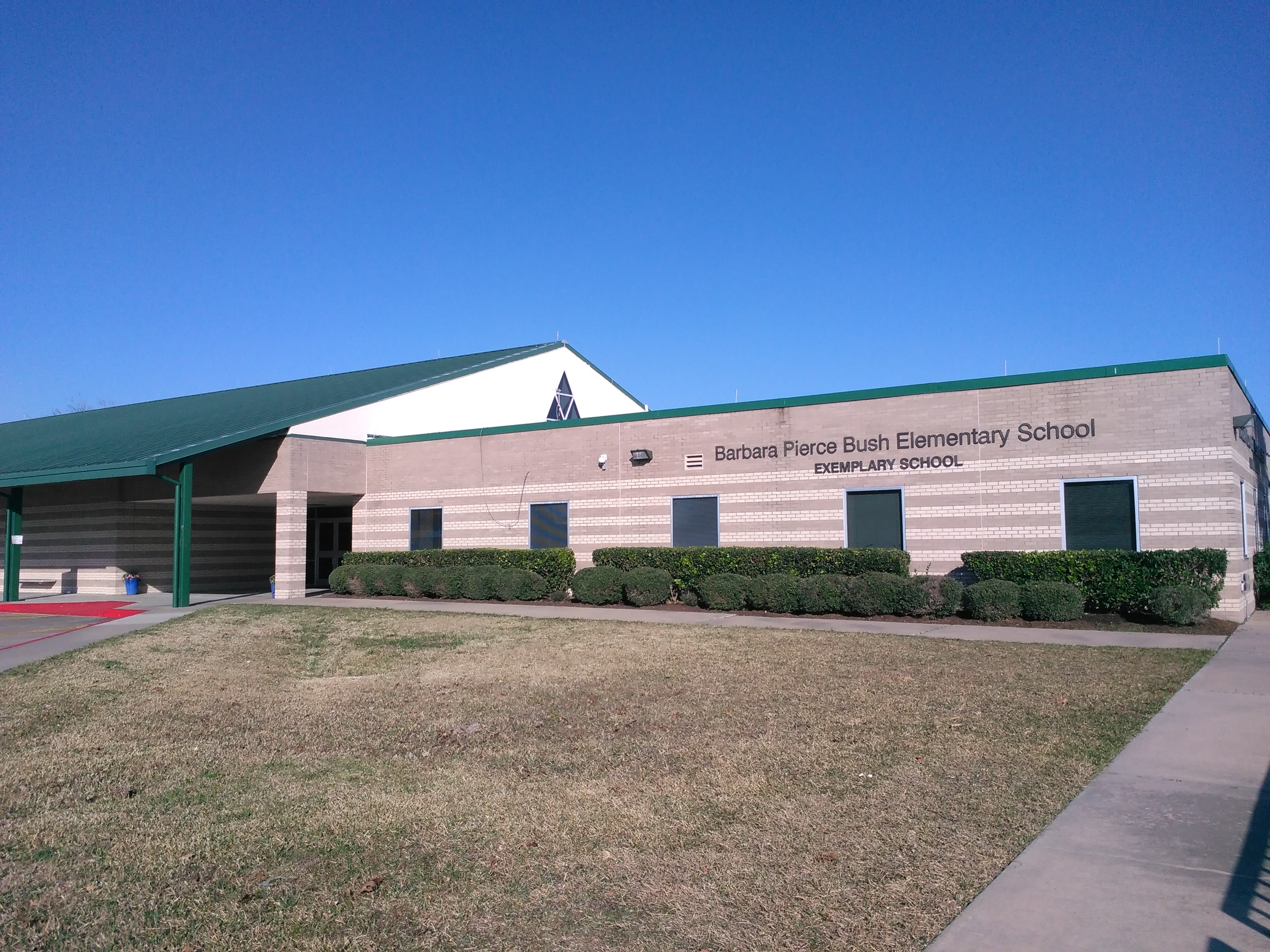
バーバラ・ピアース・ブッシュ小学校 (Barbara Pierce Bush Elementary School)

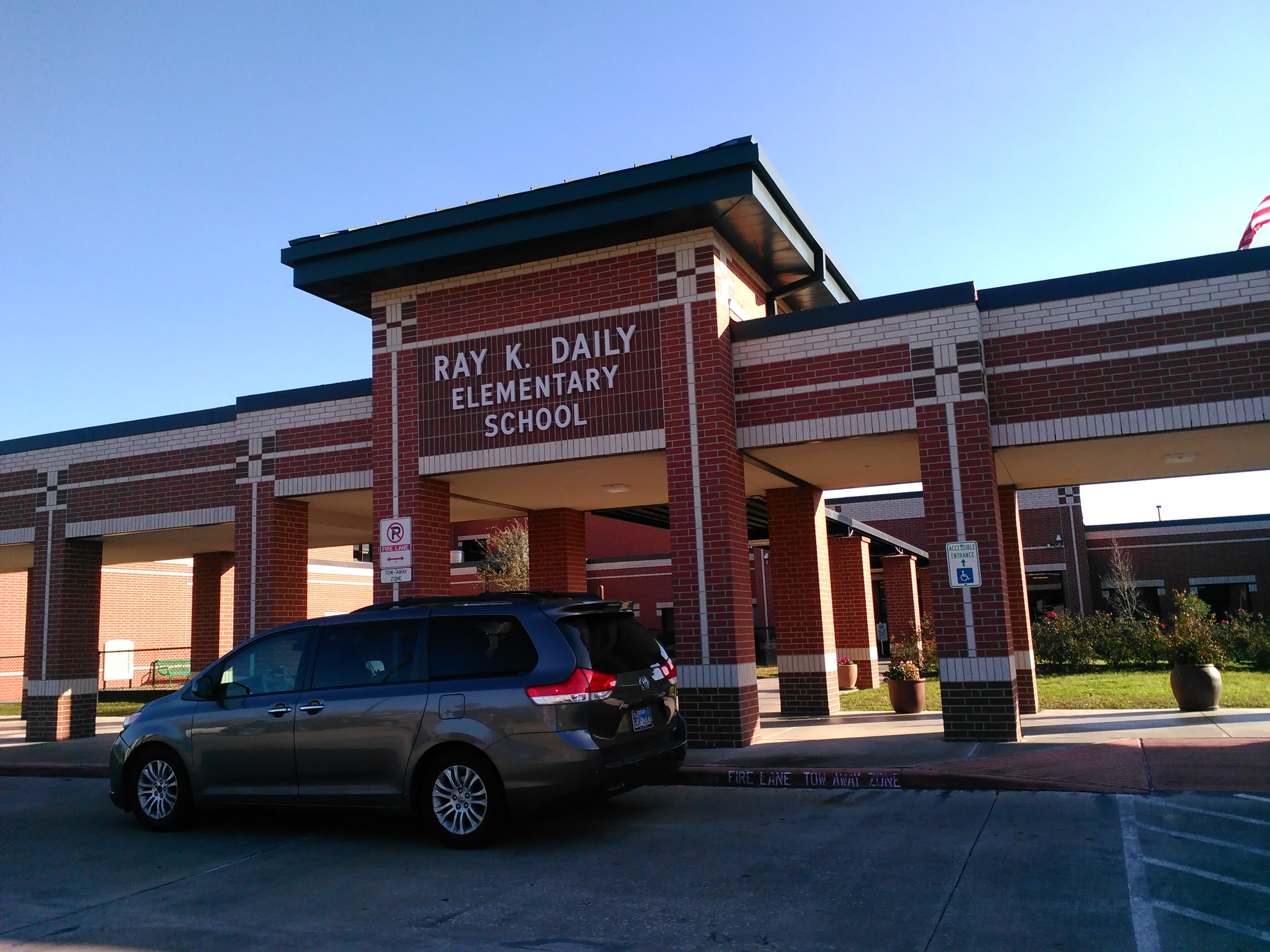
レイ・ケイ・デイリー小学校 (Ray K. Daily Elementary School)

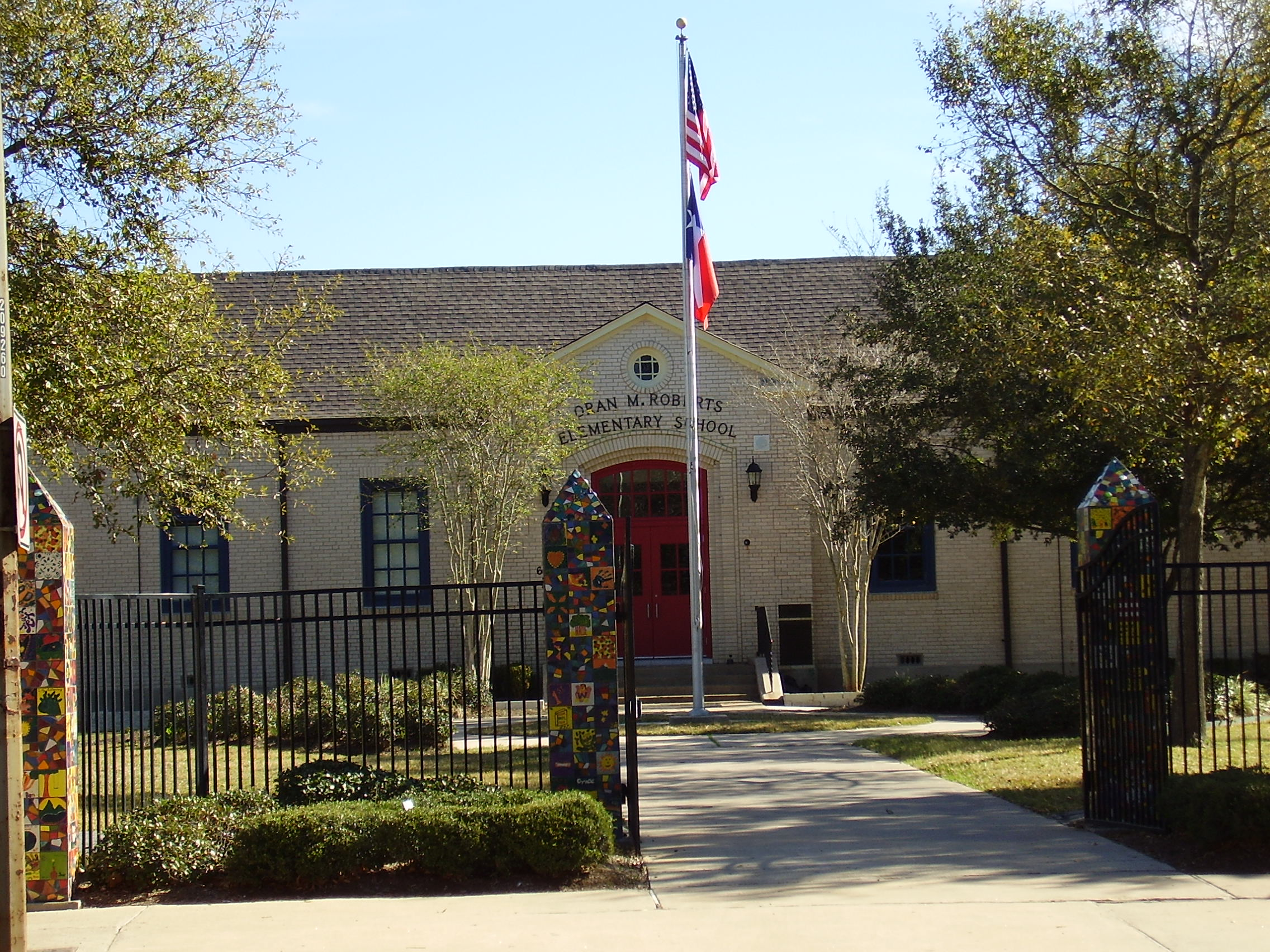
ロバーツ小学校 (Oran M. Roberts Elementary School)

Houston ISDは1920年代にテキサス州議会が投票で学校と市の政府が分離した時に創立された。元々ハリスバーグ学校区（テキサス州）という名であった。ヒューストンの生徒数が1888年には5,500から1927年には8,850に増加した。
Houston ISDはホワイト オーク 独立学区（ハリス郡）の一部分を1937年に吸収、アディックス独立学区の一部分も吸収した。
1960年代に、HISD 学区の理事は段階的に統合（差別をなくすこと）を果たした。その地方のアフリカ系アメリカ人の指導者はそのペースがあまりにも遅く、William Lawson, は、若いミニスターであったが Wheatley High School (Houston)の生徒に学校をボイコットしようと呼びかけた。5日後、10% の生徒しか出席しなかった。1970年にa federal judge が差別撤廃のプロセスを早めるように要求した。
同時にメキシコ系アメリカ人が白人とされ、アフリカ系アメリカ人とは差別されていた。このことは白人とメキシコ系アメリカ人とアフリカ系アメリカ人とは1954年に作られた裁判所の決定の差別撤廃要求を満足させられるものとなった。多くのメキシコ系アメリカ人が子弟を公立の学校からhuelga という抵抗する学校に入れた。（注：huelgaはスペイン語の抵抗）
1970年8月1日、メキシコ系アメリカ人の教育評議員会から組織されて、3週間の登校拒否を抗議をし、ピケットを張った。生徒もボイコットに参加した。その抗議の途中、MAECは20の要求をつきつけHISDはそれに反応して、学校区域再変更を開始した。しかしながら、再変更はマイノリティが白人の学校に入ってきたので、人々の移動により白人が多い間に混合地域が残された。（これを White flightという）

当初この地域はバス通学を行っていたが、差別撤廃に向けたバス通学 後に白人のフライトに対抗してボランタリィのマグネットスクールプログラムに転じた。 この地域は半ば平和裏に 混合地域へとなった。リバーオーク小学校は4-6学年に1972年秋に前衛的プログラム を施行した。このプログラムは最初は才能のあるという名前であったが、後に前衛的なプログラムと名前を変えた。
1987年にこの地域の外国語指導者 Olivia Munozは、外国語への興味が高まったので高校における外国語を4つの高校へ増加させた。
1994年に superintendent Frank Petruzielo が去った後、イボンヌ・ゴンザレスが この学区は6-1の票差で彼を暫定的長官とした。これは彼がスペイン語系の最初の長官であり、象徴的な出来事であった。ゴンザレスはロデリック・レイナー・ペイジが後を引き継ぐまで、その職にとどまった。
1990年代では,投票者が390ミリオンドルの地方債予算を否決したので、ペイジはバーネット校とワンダーランド校に契約して250人を引き取ってもらった。それらの学校は生徒一人当たり3,565ドル支払ったがこれはその区域の金額より10%低かった。
2011年には テキサス教育局は北フォレスト学校区の終了を命令した。合衆国司法省の承認に基づいて、HISDに合併した。
2007年現在、いくつかの現在の'HISD の学校がK-8 学校に変わりつつあるが、開校しつつあるのもある。2007年11月債権問題の選挙の前には、この地区はアフリカ系アメリカ人が増えて、学校の合併に抵抗したのでK-8の学校に変更する申し出は断念した。
- k-8学校は幼稚園以降8年の教育をする学校

2013年6月13日 the HISDは「北フォレスト独立学区」を全会一致で吸収した。

### 会議の活動
1977年、ヒューストンの西部の市民のグループは ヒューストン学区から独立して、ウエストハイマー独立学区を作ろうとしたが、米国控訴法廷はその訴えを退けた。
Staffordの大部分はフォートベンドISDの区域にあったが一部分はヒューストンISD内であった。
HISDは以前にハリス郡のサービスをおこなっていたが、Stafford 市学区が1982年に成立した。スタッフォードの大部分はフォートベンドISDの中にある、わずかの部分HISDに属している。

### 学校暴力の報告
2003年のニューヨーク・タイムズ紙はHISDは学校暴力を警察に伝えないという報道は、教師、学生、父兄にこの地区は学校暴力を無視しているのではないかいう関心を表明した。

HISD の職員はこの話を発表してニュース会議を開いた。この発表中、職員は HISD は同紙は全国のシステムがHISDをモデルとしていて、ジョージブッシュ政府を貶めるために行ったと主張した。

### 学校の 演技
1990年代から2000年代にかけて、メディアによって、"Houston Miracle" と命名されたものがある。2003年の合衆国の検査では、HISDのperformanceはもっと話題となった。Paige 長官時代の最も著しいよく知られた活動は落ちこぼれ率の低下である。シャープスタウン高校を含めた16の高校が審査されたが、2000年から2001年にかけて学校を去った生徒は落ちこぼれではなかったのである。その高校の管理者は落ちこぼれ率を劇的に変えた。それを監査に書けたら、間違いであることが判明した。このシャープタウン騒動はHISD全体が(受理できぬ」ということになった。前のシャープタウンの副校長Robert Kimballは HISDは落ちこぼれ率のうそを報告するよう 強制したと主張した。HISDは、これに対してこのインチキはシャープタウンのみであって、その州のシステムの混乱でそうなったと述べた。
An article in ニューヨーク・タイムズ の一記事はイェーツ高校とシャープスタウン高校の数値を引用して殆ど100%の生徒が大学に進学しようとしていると示した。
去る2年間、HISDは落ちこぼれをなくす法案の標準に適合できなかった。一方、マグネットプログラム改革を実行してそれを正当化しようとし、不要なプログラムは省こうとした。

### ハリケーン・カトリーナ
2005年に, HISDはハリケーン・カトリーナによりヒューストンに移り住んでいる住民を入学させた。ヒューストンアストロドームは避難民を受け入れるシェルターであるが、HISDの区域内にある。
Walnut Bend 小学校の入学児童は避難民184名を入れて約600人が800名に増加した。Walnut Bend小学校区は最も殆どの避難民を受け入れた。
その近くの Paul Revere 中学校は, Westchase, Houstonに位置し、137名の避難民を受け入れた。
Houston ISDの西部地域はWalnut Bend と Revere,を含むが学校数は五分の一であるがカトリーナの被害者は5,500名も引き受けた。
2006-2007年度の開始時期において 2,900人のハリケーン・カトリーナ 避難民が Houston学校に入学している。うち約700人は成績不良である。避難民の10学年の41%とそれ以下の52%も同様である。
2006年10月の "For Your Information"というニューズレターによると最も多くのカトリーヌ避難民をひきとった学校は次の通りである。
- 小学校: Bonham, Foerster, McNamara, Walnut Bend Elementary School
- 中学校: Fondren, Revere, Sharpstown Middle School
- 高校: Lee High School (Houston) Sharpstown High School|Sharpstown High, Westbury High School (Houston), Westside High School (Houston)

ヒューストン大学の一研究によるとカトリーナの避難民を受け入れることで、特に学生の成績は落ちることはなかった。

### 区域の組織
1994年12月1日, HISDの教育委員会メンバーは12の地域に分け、そのうち11の地域は1から3つの高校があった。12番目の地域にはオルタネイティヴの地域であった。
2005年夏以前に, HISD には 13 の行政的地域があった。元来、3区域であるべきであるが、2005年の秋までに5つに減らすことを決定した。

### 2000年代での入学の減少
2006-2007年の学年では入学数(203,163)で、2005-2006年に比べて7,000人も入学者が少なかった。それは3%である。
 February 2007年2月は 202,936であった。

### マイクロ システムズ企業汚職
2007年に 連邦捜査局, 連邦通信委員会 と 合衆国司法省 はマイクロシステムズ企業とvendor (物品供給）とHISDとの関係を調べ始めた。
Frankie Wong, （Micro Systemsの前社長）, と二人のDISDの管理者は有罪となった。

### 無料の朝食プログラム
2000年代初頭において HISDは「クラスルームで朝食を」、を確立した。このプログラムは元々のカフェテリアでの食事を変えてしまった。
ヒューストンプレス紙はあるプログラムの会計の不正を発表した。テキサス州はこの問題を調査すると発表。2005年2月4日、HISDの長官 Abelardo Saavedraは、このプログラムを中止すると発表した。announced that the program was suspended.2006年、HISDはこの朝食プログラムを再開した。
2006年1月, HISD はサイバーソフトを使って、生徒の栄養ソフトウエアシステムをタイムテーブルと予算内に導入した。そしてこの地区の食事サービスを向上、低コストと収入の増加をきたした。

## 二ヶ国語教育、マグネット学校とヴァンガード(先駆的）学校
HISDではたとえばスペイン語系の場合などの場合は二カ国語教育に力を入れた。330人の教師をメキシコ、スペイン、中南米、プエトリコ、中国、フィリッピンから1998年から2007年にかけて採用した。

Houston ISD は3つの特別プログラム即ちマグネットプログラム、前衛的プログラム、近隣の前衛的プログラムを提供した。マグネットプログラムでは一つの焦点があり生徒をHISD学区から募集した。前衛プログラムではHISD全体から才能ある生徒のためのものである。近隣の前衛的プログラムは一つの特殊の学校へ集めるプログラムである。2011年現在、これらの113プログラムが生徒数の20%の割合を占めている。 
マグネット・スクールは1970年代に自発的に人種的混合学校へ入る一つの方法として始まった。 2011年現在、マグネット・スクールはいまだ人気がある。
- マグネット・スクールとは、アメリカ合衆国発祥の公立学校の一種である。魅力的な特別カリキュラムを持つため、郡や市、学区あるいは周辺地域に至るまでの広範囲から、子供たちを磁石（マグネット）のように引き付ける学校という意味で命名された。多様化しているアメリカの教育においては、マグネットは最も一般的な名称であり、マグネット・スクールと同様の学校形態を持っていても、本来の創立目的（歴史の項を参照）を強調しない名称として、オプション(option)、チョイス(choice)、テーマ(thematic)、フォーカス(focus)、実験(experimental)、専門(speciality)またはオルタナティブ(alternative)といった言葉が用いられることもある。

1990年代中期ころまでに多くのマグネット学校がこの目的を達し、その代わり、学校の教育的性能を向上させることに集中した。2011年現在この学校はHISD内では人気がある学校である。
HISDの マグネット高校は（芸術、科学、医療関係職業、法律関係の） 都市学校もモデルと考えられ、トップの生徒は私立学校から流入した。マグネット学校はもっと悪い高校を嫌う、またば暴力を好まぬ父兄や生徒にも好評であった。そういう理由で、イェーツ高校のビルミラー Bill Miller of Yates High School, などは学校の指導者などは苦情を申し立てていた。
55の小学校のマグネット・スクール、30の中学校、27の高校がある。いくつかのマグネット・スクールでは混合総合マグネットプログラムを行っているが、ほかの学校ではその地域だけであり、ほかの近隣の生徒は受け付けていない。

## 生徒数
2009-2010 学校年において、202,773人の入学があった。
- 125,097 (61.7%) はスペイン語系アメリカ人
- 53,680 (26.5%) は、アフリカ系アメリカ人
- 15,889 (7.8%) はアメリカ系白人
- 5,962 (2.9%) はアジア系アメリカ人
- 1,241 (0.6%) は多人種系アメリカ人（Multiracial American）
- 531 (0.3%) は元来のアメリカ人（ネイティブ・アメリカンかアラスカ人）
- 373 (0.2%) はハワイかほかの島の人たち

1970-1971年の間 と1971-1972年の間、その時はホワイト・フライトの時期であったが、
- ホワイト・フライト（白人の脱出 英語：White flight）とは、上流/中流階級の白人 アメリカ人が非白人の多いインナーシティ地区から、居住者の大多数が白人である郊外地区や準郊外地区へと移っていく人口 統計的傾向を示す用語。

HISDの入学数は16,000人減少した。この数の中、700人はアフリカ系アメリカ人であった。 1990s年代には HISDの生徒数は多民族のマイノリティグループよりなるだろう。

第9学年では卒業年であるが2004-2005年では 15% が bachelor of arts and bachelor of science の学位を得た。合衆国全体では23%であった。コロンビア公共学校学区では9%がbachelor of science またはそれより高い学位を得た。
2007年には, 29以上ある高校のうち高校の視覚芸術をやっているある一つの高校は唯一白人優位の高校である。
2010年に Peter Messiah, （HISD's Homeless Education Officeの長官）、約3,000 人の生徒がホームレスであると言明した。ヒューストンプレスのMargaret Downing of the 'said that Messiah はホームレスの実数はもっと多いであろうと予言した。というのは家族がホームレスであると認めるにはembarressedであるからである。 Messiahはまた2010年になるに従って不景気もあるので、増加するてあろうと述べた。
2011年現在 50% から 66%の白人の生徒は私立学校に入学している。

## 管理機構
2009年9月現在、ヒューストンISDの長官はTerry Grierである。
2010年現在 教育委員会のメンバーは:
- President（会長）: Greg Meyers
- First Vice President（第一副会長）: Paula M. Harris
- Second Vice President（第二副会長）: Diana Dávila
- Secretary（書記官）: Carol Mims Galloway
- Assistant Secretary（副書記官）:
- 他のメンバーは: Michael L. Lunceford, Lawrence Marshall, Harvin C. Moore, and Manuel Rodríguez Jr.を含む。

### HISDの長官
前のHISD長官ロデリック・レイナー・ペイジ（Rod Paige）はPEER プログラムを使い、学校のスコアを改善し、全国的な多くの称賛を得た。
ケイ・ストリッピングは（Kaye Stripling）ロッド ペイジがブッシュ大統領の閣僚に入った時に彼を継いだ。ストリッピング が降りた時、アベラルド・サアヴェドラが（Abelardo Saavedra）が長官になった。2011年現在Greg Meyersが長官である。

### 政治的な分割
2010年現在 HISD 学校は 小学校、中学校、高校のオフィスよりなる。
Houston ISD は以前は地域的な区域に分割されていた。各々の地域はそれぞれ長官を有していた。
当時は5つの地域に分割されていた。
- Central Regional District
- East Regional District
- North Regional District
- South Regional District
- West Regional District

2005年に再分割された。 HISD had the following districts:
今回は:
- Central District
- East District
- North District
- North Central District
- Northeast District
- Northwest District
- South District
- South Central District
- Southeast District
- Southwest District
- West District

Other districts:
- Alternative District
- Acres Homes Coalition Schools

あと一つの区域（West Central District）,が再組織化の前にできた。

### 税金
2010年現在, ハリス郡において Houston ISD では一番低い税金の率であった。

## Houston ISD のテレビチャンネル
ヒューストンISDはケーブルテレビのチャンネルをもっていて、家庭で見ることができる。
- Channel 18 of Comcast
- Channel 99 of AT&T U-verse
- Channel 76 of Phonoscope Communications
- Channel 96 of Suddenlink Communications|Suddenlink
- Channel 18 of TV Max

## HISDがカバーする地域
この学区は大ヒューストン市の大部分,
Bellaire, Texasの全部を含み
West University Place, Texas.
Southside Place, Texas,

また、ヒューストン市の殆ど全部も含む。HISDはテキサス州ハリス郡、ミゾーリ市の一部分からも生徒を受け入れる。
 またジャシント市（Jacinto City）の一部分からも受け入れる。
テキサス州Hunters Creek 村,Piney Point 村の一つの小さい部分 earland, Texasの小さい部分 HISDはまたハリス郡の合併していない地域からも生徒を受け入れる。 The district covers 300.2平方マイル (778 km2) of land.
HISD 地域全域からHouston Community College System用の税金が課せられている。

### 都市
Houston ISDは次の都市をカバーする:
- Bellaire (EN)
- Southside Place (EN)
- West University Place (EN)

Houston ISDは次の都市を部分的にカバーする:
- ヒューストン (the majority of Houston, including much of the inside Loop area falls under HISD)
- Hunters Creek Village (EN) (areas south of Buffalo Bayou are HISD)
- Jacinto City (EN) (areas north of Market street are in Houston ISD)
- Missouri City (EN) (Harris County portion only)
- Pearland (EN) (A section of the Harris County portion)
- Piney Point Village (EN) (areas south of Buffalo Bayou are in HISD)

HISDは次の合併されていない部分もカバーする。Harris County, Texas（ハリス郡）（エアラインの部分を含む）

## バス輸送
Houston ISDは区域住民のスクールバス輸送を認めており、またマグネットプログラム、遠い距離に住む人々、途中が危険な地域がある人々も使用できる。特殊教育の人々もである。

HISDは幼稚園以前の小児にはバス輸送は認めていない。

## 学校のリスト
HISDの学年は,小学校は1-5、中学校は6-8、高校は9-12である。いくらかの小学校は6学年まである。全ての家庭では小学校、中学校、高校が割り当てられている。HISDには多くのオルタナティブプログラム、即ちオルタナティブ教育 があり、それには、特殊教育を受けたい生徒、学校が嫌いな生徒に対するオプションである。

## 制服のコード
2006年現在 20以上の高校では学校の制服, または標準制服 を着なければならない。その学校の中でヒューストンのラマール高校（Lamar High School）はホワイト・アメリカン（EN, 白人系アメリカ人を意味する）で、複数の制服を着ることができる。9つのヒューストンの高校では制服とか標準的制服はない。それらのうち4校は白人優位の学校である。
1990年代の当初、この地域はより地域的な管理を始めたので、地域高校はドレスコードを定めることができた。1994-1995学校年には 37 のHISD 小学校、中学校が制服や標準服をもっている。これは前年と比較すると急激な増加である。

## HISDを管理する建物
現在、HISDを管理する建物は Hattie Mae White Educational Support Center,といい、Houstonの北西部にある。ここへは2006年の春に越してきた。
この名称は Hattie Mae White, 最初のアフリカ系アメリカ人HISD教育委員会メンバーで、アメリカ合衆国再建時代選ばれた最初のテキサスにおけるアフリカ系アメリカ人公務員に由来する。

現在のSam Houston High School (Houston)は1955年、ヒューストンのノースサイドに開校した。
以前はヒューストンのダウンタウンにあるSam Houston High Schoolの建物でHISDを管理していた。
1970年代の初期、HISDはその本部の建物から出て、それは破壊された。2011年現在、HISDが所有する駐車場がその部位にあり、歴史的記念物として記録されている。会合では、そこに視覚芸術のための高校を作ろうという案が提案されている。
1970年7月から2006年3月までのHISDの本部の建物、Hattie Mae White Administration Building,は 3830 Richmond Avenueに位置する。この建物はタージ・マハールTaj Mahalという名前を付けられたが、それは逆時計まわりの円形のレイアウトと床が乱平面となっているからである。このデザインは車いすの人が中での通行に困難をきたした。費用はU.S.$6 millionドルであった。この建物は熱帯的な内部の吹き抜けがあって、この地区の人に費用に関して物議をかもした。人気ある幼稚園プログラムを切る案を考えていたが、タックスペイヤーは多くの教育委員会メンバーを落選させてしまった。前の建物は $38 millionドルである会社に売られ、破壊され混合商業地域になった。破壊は2006年9月14日に始まった。破壊チームは隣接するWill Rogers 小学校も破壊したがこれは2006年春終了した学校であった。前の本部の建物は『おかしなおかしな大泥棒』（The Thief Who Came to Dinner）という映画に現れる。
以前の本部の建物には中国遠洋運輸集団が入居している。

## 運動施設
HISD は3つの運動施設センターを有しており、2013年6月30日現在もコントロールしている。「Herman A. Barnett Sports Complex, Joe K. Butler Sports Complex, and the two-stadium Delmar - Dyer Sports Complex」である。バーネットは 収容人数8,000でアメリカン・フットボールとトラック競技ができる。バスケットボールは 2,750人 サッカーは 2,500人である。バットラーではアメリカンフットボールとトラック競技は収容人数 8,000名。バスケットボールは 2,500 名。バトラーは中学高校の野球ができ収容人数は4,500である。デルマーアメリカンフットボールスタディアムは収容人数12,500名。デルマー・フィールドハウスは5,400名。デルマー野球場は1,500名である。デルマー中学校スタディアムは3,000名。ダイヤースタディウムはアメリカンフットボールとトラック競技の収容人数は6,000名である。

付け加えるに、Jones-Cowart Stadium は以前スマイレー高校の敷地内にある。 そこは現在の北フォレスト高校である。（North Forest High School]）]その場所はNorth Forest Independent School Districtに属していた時は、そこでスポーツイベントが行われた。 2013年7月1日現在, NFISD territory はHISDに合併している。

## 有名な管理者と教師
- J. Don Boney(EN),以前の管理者。
- リンドン・ジョンソン 教師であり後に36代アメリカ合衆国大統領。[73]
- ローラ・ブッシュ、ケネディ小学校の教師で後にアメリカ合衆国のファースト・レディになった。[74]
- アルバート・ゴンザレス、chair of the Commission for District Decentralization,は後にアメリカ合衆国司法長官になった。[75]
- Edison E. Oberholtzer, 以前の長官、ヒューストン大学の創立者であり初代の学長。[76]
- ロデリック・レイナー・ペイジ 以前の長官、アメリカ合衆国文部長官アメリカ合衆国教育長官になった。[77]
- Noemi Dominguez, Benjamin Franklin 小学校教師。Ángel Maturino Reséndiz(EN)に殺害された。

## See also
- en:List of school districts in Texas
- en:List of schools in Harris County, Texas
- en:Houston Area Independent Schools
- サンフランシスコ統一学区
- ロサンゼルス統一学区
- トーランス統一学区
- ノバイ・コミュニティ学区
- ハワイ州教育省

## リンク
- （英語）/（スペイン語）/（ベトナム語）/（アラビア語） ヒューストン独立学区
- （日本語） 妹尾 越子. "テキサス州ヒューストン独立学区におけるTeach For Americaプログラムの意義."『アメリカ教育学会紀要』. アメリカ教育学会事務局. (18), 27-40[含 英語文要旨], 2007年10月. - Entry in the CiNII database (Archive)